# صحرا حسن‌آباد
صحرا حسن‌آباد یا حسن‌آباد روستایی در دهستان نیوان بخش مرکزی شهرستان گلپایگان استان اصفهان ایران است.

## جمعیت
بر پایه سرشماری عمومی نفوس و مسکن در سال ۱۳۹۵ جمعیت این روستا کمتر از ۳ خانوار بوده‌است.